# Netscape 6
Netscape 6是網景通訊的跨平台網路套件，因為Netscape 5實質上被廢棄，所以6是承接之前的網景通訊家族4.8版。此版本和之後的Netscape 7單純是修改自Mozilla Suite。
整個套件包含Navigator（網頁瀏覽器）、Netscape Mail & Newsgroups（電子郵件客戶端和新聞群組軟體）、Address Book（通訊錄）、Netscape Composer（HTML編輯器）、AOL Instant Messenger（即時通訊）。

## 歷史和發展
1998年3月，Netscape以開放原始碼的授權形式安排下，公開了網景通訊家的大部分程式碼。然而，開放原始碼計劃進展緩慢，因此Netscape將一些工程師重新分配到新的網景通訊家族4.5版本上，而Internet Explorer 5已經在開發階段。 
在Internet Explorer 5發表一年半之後，Netscape 5版本被跳過了，原先計劃發表以4.x基礎的代碼庫幾乎準備好的5.0版本，但是這個計劃被取消了。1998年10月，Netscape的工程師決定放棄通訊家族程式碼，並重新開始使用符合網頁標準的Gecko排版引擎，所有的資源都用來開發使用Gecko的Netscape 6.0版本，一些人認為這是該公司歷史上的一個重大錯誤。
兩年後（2000年）Netscape 6的首次公開發布版本令人失望，因執行緩慢和不穩定而飽受批評。2001年發布的6.1和6.2版本解決了穩定性問題，儘管得到了一些的關注，但使用者數量仍然相對較少，而Netscape 6正面臨著2001年夏季發布的Internet Explorer 6的新競爭。

## 版本歷史
- Netscape 6.0   – 2000年11月14日（基於Mozilla Suite 0.6）
- Netscape 6.01  – 2001年2月9日（基於Mozilla Suite 0.6）
- Netscape 6.1   – 2001年8月8日（基於Mozilla Suite 0.9.2.1）
- Netscape 6.2   – 2001年10月30日（基於Mozilla Suite 0.9.4.1）
- Netscape 6.2.1 – 2001年11月29日（基於Mozilla Suite 0.9.4.1）
- Netscape 6.2.2 – 2002年3月19日（基於Mozilla Suite 0.9.4.1）
- Netscape 6.2.3 – 2002年5月15日（基於Mozilla Suite 0.9.4.1）

## 相關文章
- Netscape
- 網景 (瀏覽器)
- Mozilla Application Suite
- 电子邮件客户端列表
- 电子邮件客户端比较

| 先前 Netscape 5 （開發終止） | Netscape 6 | 其後 Netscape 7 |